# 凯托奥恩
凯托奥恩（Kaithoon），是印度拉贾斯坦邦Kota县的一个城镇。总人口20362（2001年）。

## 人口
该地2001年总人口20362人，其中男性10572人，女性9790人；0—6岁人口3361人，其中男1728人，女1633人；识字率62.22%，其中男性为73.07%，女性为50.51%。